# Wc (Unix)

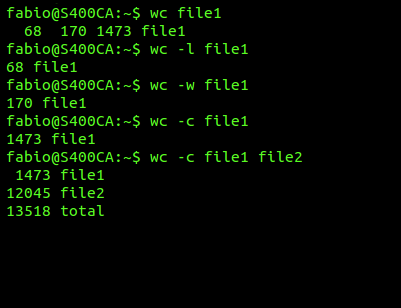
Unix系統wc命令執行結果

wc （英語：word count）是在类UNIX操作系统中的一个命令。
程序从标准输入流或文件列表中读取文件後，生成一个或多个下列的统计信息：
文件包含的字节数、单词数以及文件的行数（也就是换行符的个数）。如果用户提供的是一个文件列表，则會給予每个文件的单独统计和总体统计结果。
wc程序示例：
```
 
$
 
wc
 
foo
 
bar

      
40
     
149
     
947
 
foo

    
2294
   
16638
   
97724
 
bar

    
2334
   
16787
   
98671
 
total

```

第一列表示文件中的行数，以上实例表示文本文件foo有40行，而bar文件包含2294行，总计2334行。
第二列表示文件中的单词个数：foo文件包含149个单词，而bar文件中有16638个单词，总计16787个单词。
第三列表示文件中包含的字符个数：foo文件总共有947个字符，而bar文件中有97724个字符，总共有98761个字符。
较新版本的wc可以区别比特和字符的统计。区别在于：Unicode字符集包含了多字节的字符。可以通过选择 -c 或是 -m 参数来选择所需的行为。
GNU wc 曾是 GNU textutils软件包的一部分。现在属于GNU coreutils软件包。

## 用法
- wc -l <文件名>  输出行数统计
- wc -c <文件名>  输出字节数统计
- wc -m <文件名>  输出字符数统计
- wc -L <文件名>  输出文件中最长一行的长度
- wc -w <文件名>  输出单词数统计